# Karl Ludwig von Zanth

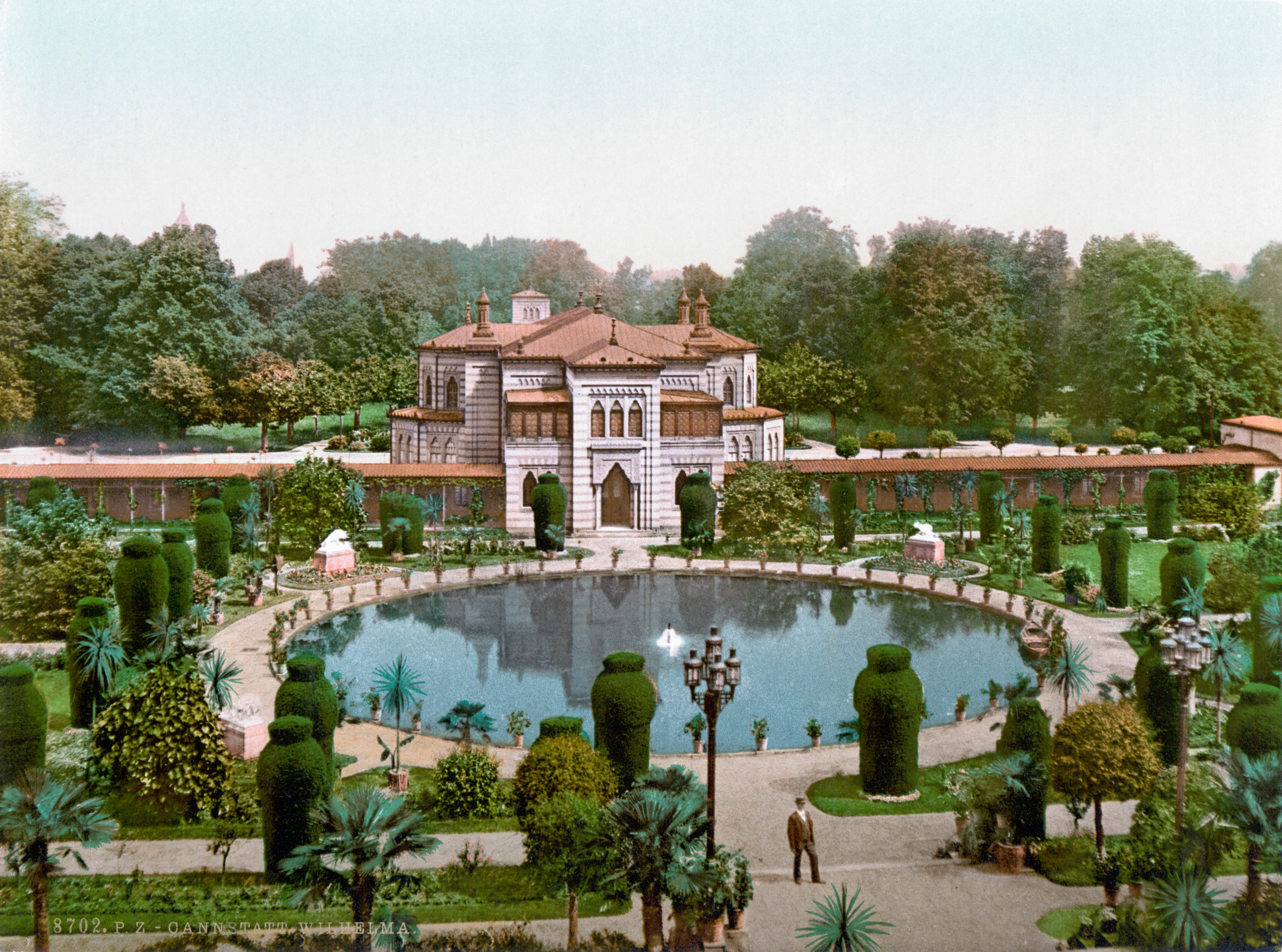
Wilhelma år 1900.

Karl Ludwig Wilhelm von Zanth, född 6 augusti 1796 i Breslau, död 7 oktober 1857 i Stuttgart, var en tysk arkitekt.
Han fick sin första teckningsundervisning i Kassel. Efter Jérôme Bonapartes fall kom han med sin far, som varit livmedikus hos kungen av Westfalen, till Paris och studerade där till 1813, då han flyttade till Stuttgart, där han 1815 började studera arkitektur. År 1820 företog han en resa till Frankrike och Italien, blev i Paris bekant med Jacques Ignace Hittorff, av vilken han anlitades för åtskilliga uppdrag, och reste med honom 1822 genom Italien till Sicilien.
Återkomna till Frankrike 1824, utgav de tillsammans två stora verk, nämligen Architecture antique de la Sicile (tre band, 1825-36) och Architecture moderne de la Sicile (1835). Emellertid hade von Zanth på grund av revolutionen flyttat från Paris till Stuttgart, där han började sin verksamhet såsom praktisk arkitekt med att bygga en teater i Cannstatt (1839). Ej långt därefter fick han uppdrag av kung Vilhelm I av Württemberg att åt honom bygga en villa, kallad Wilhelma, i morisk stil, med en av mosaiker prydd förgård, en hög kupolsal, alla slags gemak, badrum och växthus, allt med moriska ornament, stalaktitvalv och arabiska tänkespråk, såsom lanthus ett unikum i sin art (1842-52). Över byggnadsverket utkom ett stort praktarbete 1856. Dessutom gjorde von Zanth flera utkast, vilka inte blev utförda.